# Mount Magnet
Mount Magnet ist eine Stadt im Westen des australischen Bundesstaates Western Australia. Sie wurde zur Zeit des westaustralischen Goldrausches gegründet, hatte 2011 nur mehr 532 Einwohner, zwischenzeitlich aber wieder fast 2000 Einwohner (2016).
Ihr Name wurde bei der Erforschung des Gebiets geprägt und bezieht sich auf einen freistehenden Hügel 5 km nordwestlich der heutigen Stadt. Sein Gestein hat einen extrem hohen Gehalt an Eisenerz und lenkte die Kompasse der Forscher deutlich ab.

## Bergbau und Geschichte

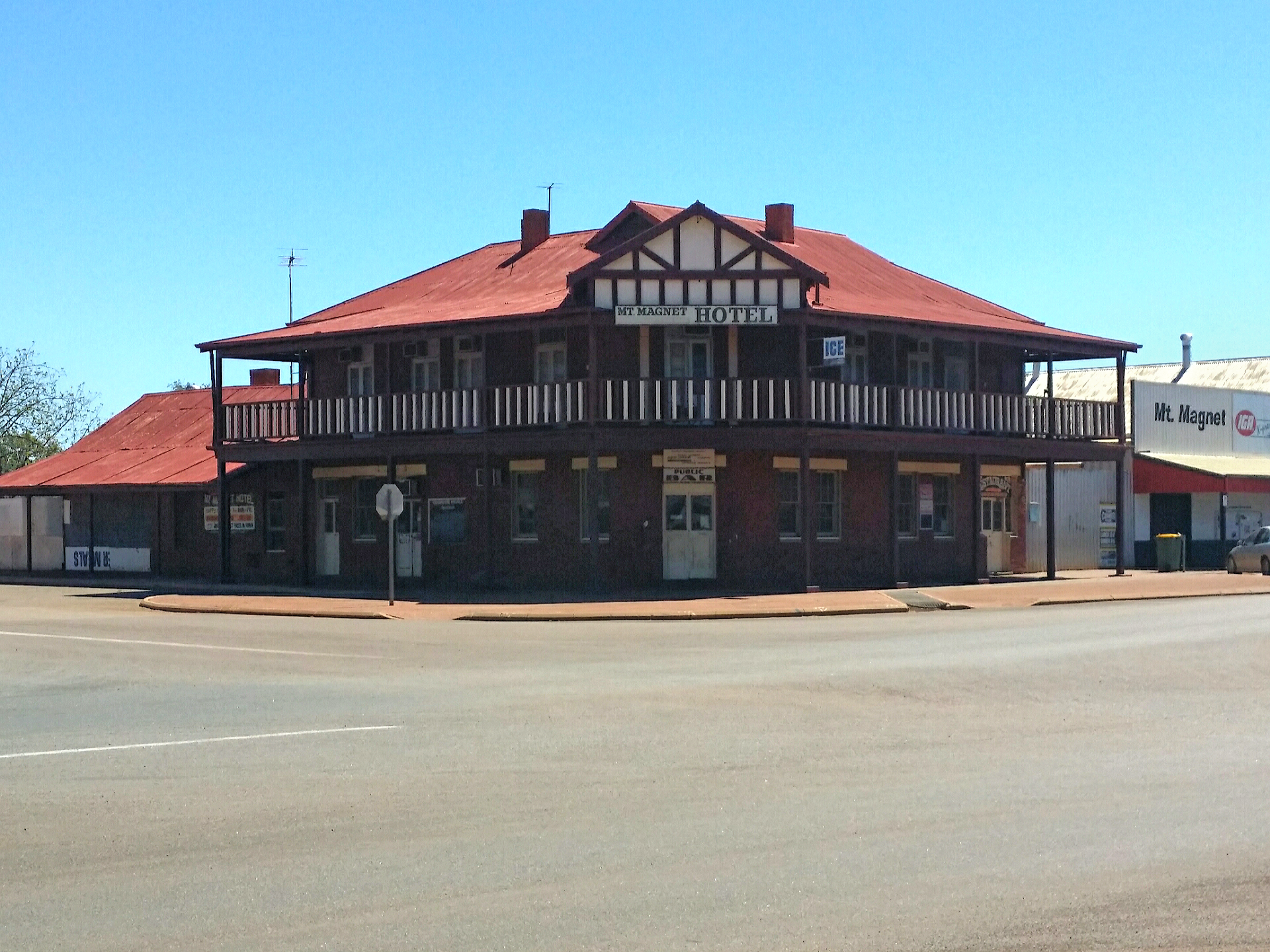
Hotel von Mount Magnet

Die Stadt liegt 570 km nordöstlich der westaustralischen Hauptstadt Perth und ist mit ihr über den Great Northern Highway verbunden. Von den früher zahlreichen Bergwerken sind heute nur noch wenige in Betrieb -- vor allem die Hill 50 Gold Mine, die in den 1890er-Jahren ihren Betrieb aufnahm. In der Gegend gab es ursprünglich drei verschiedene Siedlungen, Mount Magnet, Boogardie und Lennonville. Boogardie verschwand inzwischen im Tagebau der Hill 50 Gold Mine. Lennonville wurde zu Beginn des Ersten Weltkrieges aufgegeben; die Fundamente der Bank und des Bahnhofes kann man heute noch sehen.
Unüblich für eine so große Bergbausiedlung wie Mount Magnet war, dass sie nie ein eigenes öffentliches Pochwerk besaß. Das nächstgelegene Pochwerk lag 5 km westlich in Boogardie. Dennoch erkennt man die typischen Zeichen einer Goldrauschsiedlung: die sehr breite Hauptstraße mit drei Hotels, eine Pferderennbahn und einen Golfplatz mit gepflegtem Grün.

## Geographie
Rund um die Stadt findet man die Überreste alter Bergwerke und im Nordosten liegen wichtige Orte der Aborigines, deren Bestand gemeinsam von der Ortsgemeinde und dem West Australian Museum bewahrt wird. Heute ist Mount Magnet hauptsächlich ein Versorgungszentrum für das umliegende landwirtschaftlich genutzte Land mit großen Schafzucht-Stationen.
Im Frühjahr (September bis November) zieht die Gegend viele Touristen an, welche die natürliche Ausbreitung der Gänseblümchen beobachten, die sich mehrere Kilometer in alle Richtungen erstreckt. Auch Orte weiter nördlich werden von hier aus besucht, wie der Mount-Augustus-Nationalpark oder die 800 km nördlich gelegene Hafenstadt Port Hedland. Die 6 Stunden Fahrzeit von Perth aus gilt für den Tourismus dieses menschenleeren Landes als "gemütliche Tagesreise".
Vom Flugplatz Mount Magnet aus betreibt Skippers Aviation Flugverbindungen nach Meekatharra und Perth. Als die Northern Railway nach Meekatharra noch existierte, war Mount Magnet ein wichtiger Bahnhof mit Reparaturwerk.
Der australische Cricketspieler Bill Ponsford (1900–1991) verbrachte hier in seiner Jugend die Sommerferien.
Zufälligerweise ist die magnetische Missweisung in der Umgebung seit 2006 fast Null – d. h. die Magnetnadel zeigt (außer beim Erzberg) fast genau nach geografisch Nord.